# Port Byron (Nova York)
Port Byron és una població dels Estats Units a l'estat de Nova York. Segons el cens del 2000 tenia 1.297 habitants.

## Demografia
Segons el cens del 2000, Port Byron tenia 1.297 habitants, 501 habitatges, i 350 famílies. La densitat de població era de 495,8 habitants per km².
Dels 501 habitatges en un 32,1% hi vivien nens de menys de 18 anys, en un 47,9% hi vivien parelles casades, en un 16,2% dones solteres, i en un 30,1% no eren unitats familiars. En el 23,4% dels habitatges hi vivien persones soles el 10,6% de les quals corresponia a persones de 65 anys o més que vivien soles. El nombre mitjà de persones vivint en cada habitatge era de 2,57 i el nombre mitjà de persones que vivien en cada família era de 2,98.
Per edats la població es repartia de la següent manera: un 26% tenia menys de 18 anys, un 7,8% entre 18 i 24, un 28,9% entre 25 i 44, un 21,5% de 45 a 60 i un 15,8% 65 anys o més.
L'edat mediana era de 38 anys. Per cada 100 dones de 18 o més anys hi havia 91,2 homes.
La renda mediana per habitatge era de 35 $ i la renda mediana per família de 37.054 $. Els homes tenien una renda mediana de 30.875 $ mentre que les dones 20.404 $. La renda per capita de la població era de 15.741 $. Entorn de l'11% de les famílies i el 12,9% de la població estaven per davall del llindar de pobresa.